# Moschea di Zeyrek

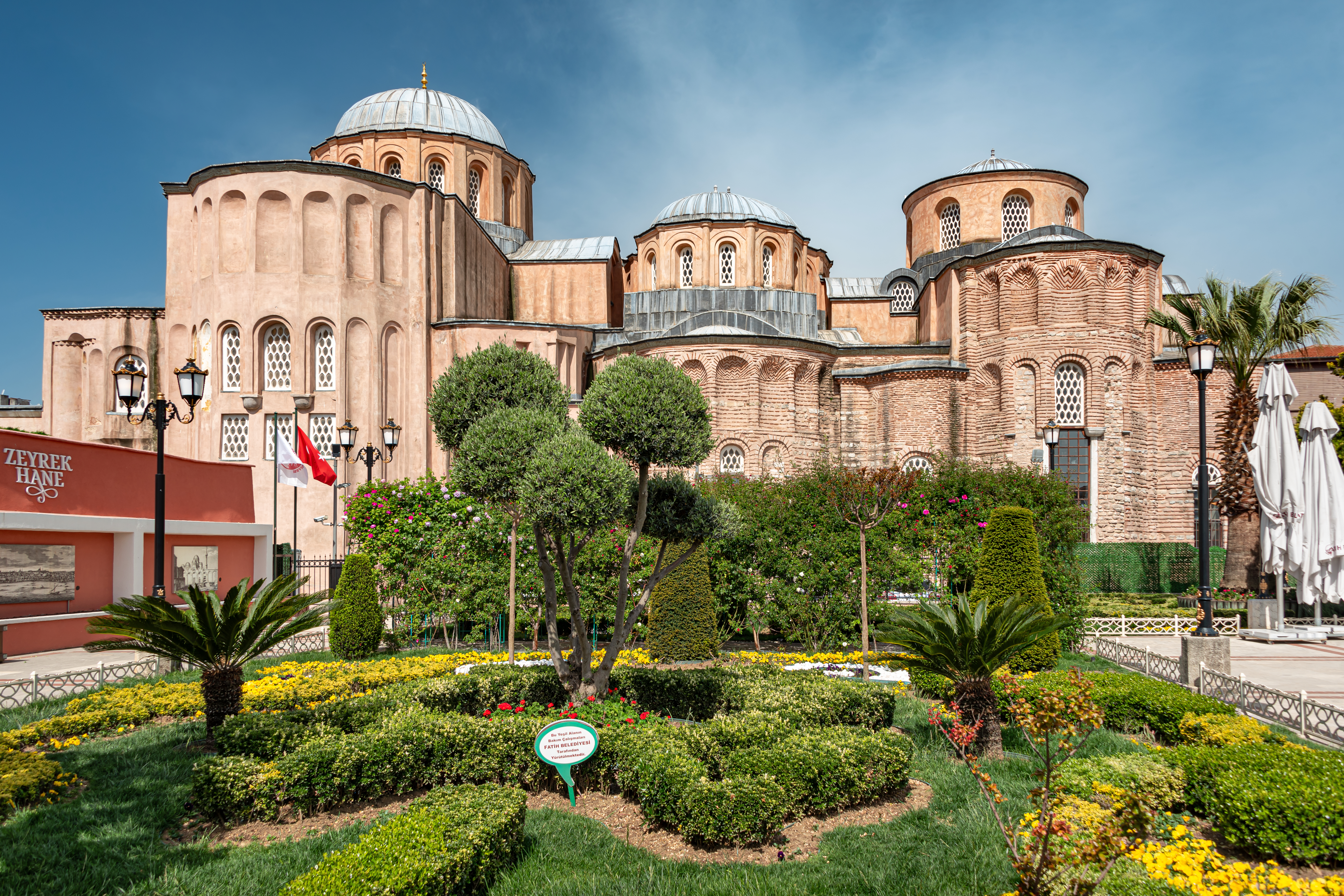
La moschea di Zeyrek vista da Nord-Est. Si possono riconoscere le absidi delle chiese bizantine.

La moschea di Zeyrek, in precedenza chiesa di Cristo Pantocratore (in turco Molla Zeyrek Camii), è una moschea di Istanbul, costituita da tre primitivi edifici sacri ortodossi (due chiese e una cappella). Rappresenta uno dei più importanti esempi di architettura bizantina a Costantinopoli ed è, dopo Hagia Sophia, il secondo più grande edificio del periodo Bizantino ancora in alzato.
Il complesso si trova nel distretto di Fatih, nel quartiere popolare di Zeyrek che prende il nome da questa moschea.

## Storia
Tra il 1118 e il 1124 l'imperatrice bizantina Irene costruì in questo sito un monastero dedicato a Cristo Pantocratore. Il monastero era costituito da una chiesa, appunto dedicata al Pantocratore, una biblioteca e un ospedale.
Dopo la morte di sua moglie, poco dopo il 1124, l'imperatore Giovanni II Comneno costruì una nuova chiesa a nord della prima, dedicata alla Theotókos Eleousa ("Vergine Misericordiosa"), e poi (il terminus ante quem è il 1136) unì i due santuari a una cappella (dedicata a san Michele arcangelo) la quale divenne mausoleo imperiale (heroon) dei Comneni, dei Paleologi e di molti dignitari di corte. L'imperatore Giovanni II, sua moglie Irene, Berta di Sulzbach, e l'imperatore Giovanni V Paleologo furono sepolti qui.
Durante l'Impero latino di Costantinopoli, in seguito alla quarta crociata, il complesso fu sede del clero veneziano, e l'icona della Theotókos Hodegetria fu portata qui. Il monastero fu usato come palazzo imperiale dall'ultimo imperatore latino, Baldovino II. Dopo la rinascenza paleologa il monastero tornò ai monaci ortodossi. Il più famoso di questi fu Gennadio II, che lasciò il monastero per diventare il primo patriarca di Costantinopoli dopo la conquista islamica della città.
Poco dopo la caduta di Costantinopoli l'edificio fu trasformato in moschea e il monastero fu convertito in una Madrasa. Gli ottomani lo chiamarono Molla Zeyrek in onore di un dotto che qui insegnò. La chiesa del Pantocratore viene ricordata da Pierre Gilles nel suo scritto su Costantinopoli del XVI secolo, ed è uno dei pochi edifici bizantini il cui nome non venne mai dimenticato. Le stanze del monastero occupate dalla Madrasa scomparvero più tardi.
Caduto in un profondo stato di degrado, il complesso è stato oggetto ultimamente di una estesa campagna di restauro non ancora conclusa.

## IlTypikon
Dopo lo scioglimento del monastero probabilmente subito dopo 1453 (Zeyrek Mehmet Effendi, personaggio eponimo della moschea, uno studioso che lì gestiva una madrasa, visse nel tardo XV secolo), l'unico typikon originale (un piccolo codice membranaceo di 25 per 19 cm, lungo 88 o 89 pagine) venne trovato nei primi anni del XVIII secolo nella biblioteca di Nicola Mavrocordato un aristocratico fanariota al servizio del Sultano, che fu Hospodar di Moldavia e Valacchia, e morì a Bucarest il 3 settembre 1730. Dopo la sua morte, la sua biblioteca fu dispersa, e alla fine del secolo il documento entrò in possesso del monastero di Blakseraï, Metochio Costantinopolitano di quello di Mega Spilaio nei pressi di Kalavryta, nel Peloponneso. È a Mega Spelaio che Spyridōn Lampros lo trovò nel giugno 1902.. Purtroppo la biblioteca del monastero fu completamente distrutta da un incendio il 17 Luglio 1934 (di oltre 351 volumi, solo tre vangeli furono salvati). Restano tre copie del diciottesimo secolo: quella di Parigi. gr. 389, già menzionata in un catalogo della Biblioteca reale nel 1740 (probabilmente copiata nella biblioteca di Mavrocordato); il codice 79 del seminario di Halki (attualmente a Istanbul nella Biblioteca patriarcale), in una raccolta di testi ecclesiastici dove il typikon fu copiato nell'ottobre del 1749; il codice 3 (67) della Biblioteca Foscoliana di Zante, copiato dal precedente alla fine del XVIII secolo. Il testo fu pubblicato nel 1895 da Aleksei Dimitrievskij e più recentemente da Paul Gautier.

## Architettura
La muratura è stata in parte costruita adottando la tecnica del mattone incassato, tipica dell'architettura bizantina del periodo centrale. In questa tecnica, linee alterne di mattoni sono montate dietro la linea del muro, e sono immerse in un letto di malta. A causa di ciò, lo spessore degli strati di malta è circa tre volte superiore a quella degli strati di mattoni.
La chiesa settentrionale e quella meridionale sono entrambe a cupola con pianta a croce inscritta. Esse posseggono absidi eptagonali , e non pentagonali come era tipico dell'architettura bizantina del secolo precedente. Le absidi sono interrotte da e affiancate da nicchie.
La chiesa meridionale è la più grande. Ad est ha un esonartece, il quale in seguito è stato esteso fino alla cappella imperiale. L'edificio è sormontato da due cupole, una sopra la naos e l'altra sopra il matroneo (una galleria superiore separata per le donne) del nartece. La decorazione di questa chiesa, che era molto ricca, è scomparsa quasi completamente, ad eccezione di alcuni frammenti di marmo nel presbiterio e, soprattutto, un bel pavimento in opus sectile con marmi colorati lavorato con la tecnica a cloisonné, dove sono rappresentate figure umane e animali. Inoltre, frammenti di vetro colorato suggeriscono che nelle finestre di questa chiesa un tempo fossero rappresentate figure di Santi in vetro colorato. I mosaici degli interni, che rappresentano gli apostoli e la vita di Cristo, erano ancora visibili - anche se deturpati - nel diciottesimo secolo
La cappella imperiale è coperta da volte a botte ed è anch'essa sormontata da due cupole.
La chiesa settentrionale ha una sola cupola, ed è notevole per il suo fregio, scolpito con un motivo a denti di cane e triangoli, il quale corre lungo la linea di gronda.
Vicino alla moschea si trova la piccola Şeyh Süleyman Mescidi, un piccolo edificio bizantino appartenente anch'esso al monastero del Pantocratore.
Nella sua totalità, questo complesso rappresenta il più tipico esempio di architettura bizantina del medio periodo a Costantinopoli.